# 山下芳生
山下 芳生（やました よしき、1960年〈昭和35年〉2月27日 - ）は、日本の政治家。通称：山下よしき。日本共産党の常任幹部会委員。参議院議員（4期）、参議院議員団長、職場（労働）対策委員会責任者、日本共産党書記局長などを歴任。2020年1月より党筆頭副委員長。

## 略歴
香川県善通寺市出身。現在は大阪府在住。香川県立善通寺第一高等学校を経て鳥取大学農学部農業工学科卒業。大阪かわち市民生活協同組合（現・生活協同組合おおさかパルコープ）職員、日本民主青年同盟北河内地区委員長・大阪府副委員長等を務めた後、1995年に大阪府選挙区から参議院議員に初当選。
2000年10月、参議院本会議で公職選挙法改定案に反対する討論を33分間原稿なしでおこなった。その後再選を目指した2001年の参議院議員選挙で大阪選挙区から立候補したが落選。その後日本共産党常任幹部会委員・同党衆議院大阪5区（此花区・西淀川区・淀川区・東淀川区）くらし対策本部長等、同党大阪府副委員長を経て、2007年の参議院議員選挙では比例区から立候補し、2期目の当選。2010年1月開催の日本共産党第25回大会で中央委員に再任され、4年ぶりに常任幹部会委員に復帰。書記局員、党建設委員会副責任者、職場（労働）対策委員会責任者となった。2013年2月開催の第6回中央委員会総会で書記局長代行、参議院議員団長 に就任。2014年1月開催の日本共産党第26回大会で書記局長代行から書記局長に昇格。第5回中央委員会総会で書記局長を退任、副委員長に就任。
- 1992年 第16回参議院議員通常選挙で日本共産党の比例代表候補として立候補し落選。
- 1995年 第17回参議院議員通常選挙大阪選挙区で初当選。
- 2001年 第19回参議院議員通常選挙で落選、議席を失う。
- 2003年 第43回衆議院議員総選挙で東中光雄の後継者として比例近畿ブロック・小選挙区大阪5区重複立候補として日本共産党から立候補。落選。
- 2005年 第44回衆議院議員総選挙で落選。
- 2006年 不破哲三らとともに中国訪問。
- 2007年 第21回参議院議員通常選挙で、比例区で2回目の当選。6年ぶりに返り咲き、国政復帰した。
- 2010年 第25回党大会で中央委員に再任され、4年ぶりに常任幹部会委員に復帰。書記局員、党建設委員会副責任者、職場（労働）対策委員会責任者となった。
- 2013年 第6回中央委員会総会で書記局長代行、参議院議員団長[5] に就任。
- 2013年 第23回参議院議員通常選挙で、比例区で3回目の当選。
- 2014年 第26回党大会で書記局長に就任。
- 2016年 第5回中央委員会総会において、慢性の腎臓病悪化を理由に書記局長を退任[4]。副委員長に就任した。
- 2019年 第25回参議院議員通常選挙で、比例区で4回目の当選。
- 2020年 第28回党大会で筆頭副委員長に就任。
- 2025年 第27回参議院議員通常選挙では、比例区で出馬したものの、党の獲得議席が2議席であったのに対し、個人得票数が3位であったため落選。

## 人物像
- 2010年8月19日、日韓併合100年を契機に「植民地支配過程で被害にあった韓国人とその子孫たちに対して日本政府の十分な賠償を促す」ことを目的とした「韓日過去史の解決と未来に向けた平和議員会議」に民主党の斎藤勁衆議院議員・土肥隆一衆議院議員・相原久美子参院議員・今野東参院議員・那谷屋正義参院議員・首藤信彦衆議院議員、社民党の阿部知子衆議院議員、社民党党首の福島瑞穂参議院議員、無所属（沖縄社会大衆党）の糸数慶子参議院議員らと出席し、自民党の加藤紘一衆議院議員の代理人も参加し、韓国の国会議員らとともに日本による韓国併合の違法性、戦後補償と慰安婦問題、在日韓国人の地方参政権問題などの解決方法について議論した[6][7]。その議論で山下は「友人を得ようと思うなら相手の立場に立つことだ。他の人もやっていたと、誤りを開き直ると友人は得られない。日韓併合条約は、日本が韓国に軍事的抑圧でやった不当なものだ。侵略戦争を美化する歴史教科書があるのも解決しなければならない。慰安婦問題で政府は謝罪と補償を行い、真の解決を図るべきだ。」と総括した[8]。

- 共産党は過去に「51年綱領」に基づく武装闘争を行っていたとして公安調査庁の監視対象とされているが[9]、現在においても調査対象団体であることを認める政府答弁書[10] が2016年3月に出されたことを受けて、記者会見で「憲法違反の破防法の対象になるようなことは過去も現在も将来も一切ない。極めて厳重な抗議と答弁書の撤回を求める」等と反論した[11]。
- 阪神・淡路大震災での被災者支援が政治的な原点。作家の小田実らとともに市民＝議員立法による「災害被災者等支援法案」の成立のために奔走。「困った人を放っとかない。あったかい人間連帯の政治を」を信条にしている[12][13]。同世代・同地盤で民青役員も同時期に務めていたことと、高い身長から、宮本岳志参議院議員（当時、元衆議院議員）とともに「大阪のツートップ」、また大阪ビジネスパークにあるランドマークになぞらえて「大阪のツインタワー」と呼ばれている[14]。香川出身ということもあり、無類のうどん好きで、自らうどんを打ち、家族や友人に振る舞うこともある[15]。
- 名前の芳生は、当初「よしお」と読むことになっていたが、近所の高名な僧侶が、命名紙を見て「よしき」と読んだので、信心深い祖母が「ありがたい。『よしき』にしよう」と提案したという。ただし読みが難しいこともあり、議員候補者としての通名を「山下よしき」と仮名表記にしている。現在の議員名刺にも漢字名に振り仮名があり、できる限り通名表記をするようにしている[16]。
- 趣味は「山歩き。落語。歌う 」。他に、気分転換に料理、絵本の読み聞かせ、なども行っている[17]。

## 政策
- 憲法改正に反対。
- 集団的自衛権の行使容認に反対。
- 辺野古への米軍基地移設に反対し、国外に移設すべきとしている。
- 首相や閣僚は靖国神社に参拝すべきでないとしている。
- 北朝鮮に対する制裁強化に賛成。
- 村山談話、河野談話を見直すべきでないとしている。
- 日本に原発は不要、原発の海外への輸出に反対。
- TPPに参加すべきでないとしている[18]。
- 選択的夫婦別姓制度導入に賛成[19]。

## 所属団体・議員連盟
- 日朝国交正常化推進議員連盟（幹事）
- 日朝友好議員連盟

## 論争
2019年の第25回参議院議員通常選挙で、大阪府堺市美原区の有権者4人が、比例区において山下に投票したと主張したが、美原区での山下への得票が0票となっていた。これに対してこれら4人の有権者は、同市と同区の選挙管理委員会に対し再調査を求めているが、両選管は訴訟で裁判所が決定を出さない限り再調査はできないとして応じていない。問題点として、地方選挙では投票用紙を保管するのに対し、国政選挙では封印してしまうことが挙げられる。

## 出演番組
- ビートたけしのTVタックル
- 太田光の私が総理大臣になったら…秘書田中。
- 日曜討論
- 朝まで生テレビ! （2012年1月27日 - テレビ朝日[21]） - 大阪府を地元とする参議院議員の立場から、反橋下派パネリストとして出演。薬師院仁志・香山リカ・池田知隆（元毎日新聞論説委員、元大阪市教育委員長）などと共に橋下の選挙手法や選挙公約の矛盾点があると主張[22] し、大阪市の教育基本条例案を非難した[23][24]。
- たかじんのそこまで言って委員会（2012年12月23日）

## 著書
- 新しい道を刻む
- 地方政治──今日の課題と日本共産党 （共著）

## 選挙歴
| 当落 | 選挙                     | 執行日         | 年齢 | 選挙区       | 政党       | 得票数     | 得票率 | 定数 | 得票順位 /候補者数 | 政党内比例順位 /政党当選者数 |
| ---- | ------------------------ | -------------- | ---- | ------------ | ---------- | ---------- | ------ | ---- | ------------------ | ---------------------------- |
| 落   | 第16回参議院議員通常選挙 | 1992年07月26日 | 32   | 参議院比例区 | 日本共産党 | ーー票     | ーー   | 50   | /                  | /4                           |
| 当   | 第17回参議院議員通常選挙 | 1995年07月23日 | 35   | 大阪府選挙区 | 日本共産党 | 49万7549票 | 20.60% | 3    | 2/52               | /                            |
| 落   | 第19回参議院議員通常選挙 | 2001年07月29日 | 41   | 大阪府選挙区 | 日本共産党 | 59万4063票 | 16.72% | 3    | 4/11               | /                            |
| 落   | 第43回衆議院議員総選挙   | 2003年11月09日 | 43   | 大阪府第5区  | 日本共産党 | 3万7694票  | 17.50% | 1    | 3/3                | 4/3                          |
| 落   | 第44回衆議院議員総選挙   | 2005年09月11日 | 44   | 大阪府第5区  | 日本共産党 | 4万3189票  | 17.36% | 1    | 3/3                | 4/3                          |
| 当   | 第21回参議院議員通常選挙 | 2007年07月29日 | 47   | 参議院比例区 | 日本共産党 | 5万5912票  | ーー   | 48   | 1/17               | 1/3                          |
| 当   | 第23回参議院議員通常選挙 | 2013年07月21日 | 53   | 参議院比例区 | 日本共産党 | 12万9149票 | ーー   | 48   | 2/17               | 2/5                          |
| 当   | 第25回参議院議員通常選挙 | 2019年07月21日 | 59   | 参議院比例区 | 日本共産党 | 4万8932票  | ーー   | 50   | 2/26               | 2/4                          |
| 落   | 第27回参議院議員通常選挙 | 2025年07月20日 | 66   | 参議院比例区 | 日本共産党 | 3万2576票  | ーー   | 50   | 3/19               | 3/2                          |